# Митрофан (Краснопольский)

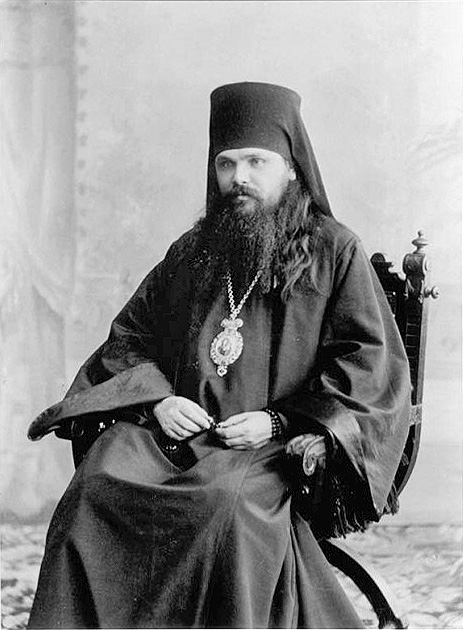

Архиепи́скоп Митрофа́н (в миру Дми́трий Ива́нович Краснопо́льский; 22 октября (3 ноября) 1869, слобода Алексеевка, Бирюченский уезд, Воронежская губерния —  [6] июля 1919, Астрахань) — епископ Русской православной церкви, архиепископ Астраханский и Царёвский.
Прославлен в лике святых Русской православной церковью в 2001 году.

## Биография
Родился 22 октября 1869 года в бедной семье — отец его был каменщиком, а мать дочерью сельского причётника. Был лучшим учеником в сельской школе. Благодаря ходатайству сельского учителя его определили в Бирюченское духовное училище, где он содержался на средства этого же благодетеля. В 1884 году окончил Бирюченское духовное училище, после чего поступил в Воронежскую духовную семинарию, которую окончил в 1890 году.
В 1890 году женился и был рукоположён в сан диакона к Казанской церкви пригородной слободы города Коротояка Воронежской губернии.
В 1893 году после рождения сына умерла его супруга, после чего избрал монашеский путь и поступил в Киевскую духовную академию. В 1896 году принял монашество, рукоположён в иеродиакона, с 15 июня 1897 года — иеромонах. В 1898 году окончил духовную академию со степенью кандидата богословия.
По определению Святейшего синода от 5—16 ноября 1897 года — инспектор Иркутской духовной семинарии, с 1898 года её ректор, член Иркутского комитета Православного миссионерского общества и епархиального училищного совета. В 1900 году награждён наперсным крестом.
С 1902 года — архимандрит, ректор Могилёвской духовной семинарии.
С 1903 года цензор проповедей в кафедральном соборе. С 1905 года наблюдатель за преподаванием Закона Божия в могилёвских учебных заведениях, благочинный Могилёво-Братского монастыря, инициатор создания и автор программы могилёвского Союза русских людей, преобразованного в отдел Союза русского народа (1905).

### Епископ
11 февраля 1907 года в Свято-Троицком соборе Александро-Невской Лавры хиротонисан во епископа Гомельского, викария Могилёвской епархии. Хиротонию совершали: митрополит Санкт-Петербургский Антоний (Вадковский), митрополит Московский Владимир (Богоявленский), митрополит Киевский Флавиан (Городецкий) и др. иерархи.
Председатель Могилёвского церковно-православного Богоявленского братства, инициатор открытия миссионерских курсов для уездного духовенства.
В 1907—1912 годах — член III Государственной думы от Могилёвской губернии, был председателем думской Комиссии о мерах борьбы с пьянством, членом комиссий: переселенческой, церковной, по народному образованию. Товарищ председателя Бюро фракции правых, выступал с речами в защиту интересов православной церкви, в том числе её роли как первенствующей конфессии.
С 1908 года кандидат в члены Главного совета и почётный член «Союза русского народа», член-учредитель Русского окраинного общества, член Особого совещания для разработки мер к наилучшему устроению внутренней и внешней миссии при Синоде.
С 1909 года почётный член Общества первой российской Сергиевской школы трезвости и Камчатского православного братства. С 1911 года член Русского собрания, в августе 1912 г. был товарищем (заместителем) председателя Всероссийского съезда практических деятелей по борьбе с алкоголизмом.
С 3 ноября 1912 года — епископ Минский и Туровский.
С 1913 года пожизненный член постоянной Комиссии по вопросу об алкоголизме при Русском обществе охранения народного здравия в Санкт-Петербурге, член Управления и отдела общества Красного Креста в Минске. С 1914 года почётный покровитель и председатель общих собраний минского Православного Свято-Николаевского братства, организатор благотворительной деятельности и епархиальных лазаретов для раненых (1914),
Во время Первой мировой войны часто ездил на фронт для поддержания морального духа солдат, неоднократно попадал под обстрел. Развернул широкую благотворительную деятельность по оказанию помощи мирным жителям, оставшимся без крова из мест, захваченных противником, а также по организации епархиальных лазаретов для раненых бойцов.
Награждён орденами св. Анны II степени (1905), св. Владимира III (1908) и II (1915) степени, Святого Александра Невского (1916).
С 11 июля 1916 года — епископ Астраханский и Енотаевский, с 1917 года Астраханский и Царёвский.
Проявил себя энергичным архипастырем, организовал епархиальный лазарет, школу для детей беженцев. Кирилло-Мефодиевскому братству было поручено заботиться о материальном обеспечении бедствующих семей, у которых их кормильцы были призваны в действующую армию. Боролся против сектантства, в январе 1917 года основал курсы для обучения миссионерскому делу в Астрахани и в селе Пришиб Царевского уезда. За очень короткий срок ему удалось объехать Астраханскую епархию и посетить даже те приходы, в которых до него не бывал ни один из астраханских владык.
Весной 1917 года либеральная часть духовенства пыталась отстранить владыку от управления епархией. Однако астраханский епархиальный съезд выразил, по существу, полное доверие архиерею и дал ему возможность продолжать свою архипастырскую деятельность.
Почитая самодержавие национальным достоянием русского народа, считал, что государь отречением разрушил свою связь с ним.

#### Деятельность на Поместном соборе
Член Всероссийском Поместном соборе 1917—1918 годов, член Судной комиссии при Совещании Епископов, заместитель председателя XXI и член III, VII, IX отделов. Ещё до его начала собирал, кропотливо исследуя и сопоставляя, исторические и канонические свидетельства об институте патриаршества, которые потом легли в основу его доклада Собору о восстановлении Патриаршества.
Был избран председателем соборного Отдела высшего церковного управления. 11 октября 1917 года выступил на Соборе с докладом, в котором обосновывал необходимость восстановления института Патриаршества:

Учреждением патриаршества достигалась полнота церковного устройства, и полнота государственного управления. Упразднение патриаршества Петром I являлось антиканоническим деянием, Русская Церковь стала безглавна, акефальна. Синод оказался учреждением, чуждым России, лишенным твердой почвы у нас. Мысль о патриаршестве продолжала теплиться в сознании русских людей как «золотая мечта». Нам нужен Патриарх как духовный вождь и руководитель, который вдохновлял бы сердце русского народа, призывал бы к исправлению жизни и к подвигу и сам первый шел бы впереди.

Доклад владыки Митрофана сыграл значительную роль в том, что 28 октября 1917 года Собор вынес решение о восстановлении Патриаршества.
По его инициативе Поместный собор канонизировал священномученика Иосифа, митрополита Астраханского.

#### Последний год в Астрахани
Инициатор проведения в Астрахани 18 февраля крестного хода. В бывшем губернском саду отслужил литию на братской могиле погибших во время недавних боёв красноармейцев. По словам очевидца: «Это было торжество веры, торжество Православия, которого так боялись творцы новых идей».
В апреле 1918 года возведён в сан архиепископа.
В 1918—1919 годах продолжился конфликт владыки с частью клира и паствы, лидером которой стал викарный епископ Леонтий (фон Вимпфен), почитавшийся верующими за его праведную жизнь и подвижничество. Владыка Митрофан выступал против всякого сотрудничества с советскими организациями и, в связи с этим, против создания в епархии «Духовного Союза православных христиан», который должен был получить официальную регистрацию: «Лучше, — говорил он, — лишиться храмов и совершать богослужение под открытым небом, чем жертвовать христианскою свободой и христианскою истиною, добиваясь регистрации союза в комиссариатах». Конфликт обострялся, и в результате владыка Леонтий был уволен с должности викария Патриархом Тихоном и Архиерейским собором.
25 марта (7 апреля) 1919 года, в день праздника Благовещения, владыка служил в Благовещенском монастыре, где во время проповеди коснулся «погибших в результате ненужных и бесполезных действий гражданских властей». После литургии им была отслужена панихида по невинноубиенным. После этого клирики епархии, понимая, что владыке угрожает опасность, стали уговаривать его немедленно покинуть Астрахань. На этот архиепископ ответил:

«Вы предлагаете мне побег, и это в то самое время, когда у нас на глазах расстреливают невинных наших братьев. Нет, я никуда не уеду от своей паствы; на моей груди Крест Спасителя, и он будет мне укором в моем малодушии. Хочу спросить и вас: почему вы не бежите? Значит, вы дорожите свой честью больше, чем я должен дорожить своим апостольским саном? Знайте, я совершенно чист и ни в чём не виноват перед своей Родиной и народом».

#### Арест и мученическая кончина
В ночь на 26 мая (8 июня) 1919 года был арестован чекистами (тогда же арестовали и епископа Леонтия) по приказу Сергея Кирова. Архиереи были обвинены в заговоре против советской власти. Верующие астраханцы пытались добиться их освобождения, но получили отказ от начальника ЧК Георгия Атарбекова. Архиепископ Митрофан на всех допросах держался очень уверенно, не поддаваясь ни на какие угрозы и уговоры дать против себя и других привлечённых лиц обвинительные показания. Был приговорён к расстрелу.
Когда архиепископа вывели на расстрел, он благословил расстрельную команду. После этого солдаты отказались в него стрелять. Владыку расстреляли чекисты, причём один из них вырвал ему клок бороды. По сохранившемуся в Астрахани преданию, предположительно известному от Михаила, келейника епископа Леонтия, архиепископ Митрофан и Леонтий примирились перед расстрелом. Тела казненных были выкуплены верующими.

## Почитание и канонизация

Владыка Митрофан на иконе астраханских святых в верхнем храме Успенского собора астраханского кремля

В Астраханской епархии существовало почитание погибших. Верующие молились у могилы архиереев в Покрово-Болдинском монастыре. В 1930 году памятник на могиле был разрушен для пресечения паломничества
Имя архиепископа Митрофана было внесено в черновой поимённый список новомучеников и исповедников российских при подготовке канонизации, совершённой РПЦЗ в 1981 году. Однако сама канонизация не была поимённой, а список новомучеников был издан только в конце 1990-х годов.
26-27 декабря 2001 года в Москве состоялось заседание Священного синода Русской Православной Церкви, на котором было решено включить в Собор новомучеников и исповедников Российских XX века священномученика Митрофана (Краснопольского). 14 апреля 2002 года в Покровском кафедральном соборе Астрахани состоялось его торжественное прославление.

## Вопрос о судьбе мощей
После расстрела архиепископа Митрофана и епископа Леонтия верующим удалось забрать тела убитых архиереев и совершить погребение. На месте захоронения был поставлен кирпичный памятник, который в 1930 году был разрушен из-за паломничеств верующих.
Место погребения известно достаточно точно:

Сейчас это место находится на территории городской туберкулёзной больницы № 1 (использующей сохранившиеся здания Покрово-Болдинского монастыря), внутри её ограды (уже современной постройки). Место это представляет собой пустырь без всяких построек. Если возникнет необходимость поиска останков архиепископа Митрофана, то можно полагаться на такие ориентиры: возможно сохранившиеся останки фундамента памятника, бывшего на могиле; закопанные вскоре после захоронения архиереев на полуметровую глубину бутылки с вложенными в них записками, рассказывающих об обстоятельствах гибели архиереев. И, наконец, к наперсному кресту, одетому на архиепископа Митрофана о. Дмитрием Стефановским, к цепи была прикреплена железная коробочка с подобной же записью.— игумен Иосиф (Марьян)
Однако в наше время игумен Иосиф (Марьян) предпринял ряд раскопок на территории бывшего Покрово-Болдинского монастыря, и теперь можно считать доказанным, что могилы архиереев на этой территории нет.
После войны прошёл слух о перезахоронении архиепископа Митрофана и епископа Леонтия на городском кладбище, где верующие поставили деревянный крест. Местные власти регулярно его уничтожали, но он вновь появлялся на этом месте.

## Характеристика личности
На первый взгляд, был суров и даже строг, но его суровая строгость была только внешней и осталась на лице в связи с тяжелыми переживаниями детства. На самом деле был ласков, прост и гостеприимен. Он имел очень доброе сердце, готовое откликнуться на любую беду. Имел он также природную память и, главное — доступность, не делавшую различия между чинами и положениями. Владыка не гнушался никакими просителями, особенно из числа духовенства. Будь тот самым последним псаломщиком из захолустного селения, владыка терпеливо выслушивал его. Владыка мог дать нуждающимся мудрое наставление и старался помочь материально. Известно, что владыка часто посылал деньги в бедные семьи, а также содержал на свои средства учеников семинарии из бедных семей, не имеющих возможности платить за их обучение. Владыка много молился, вставал очень рано и каждый день был за литургией в Крестовой церкви. Эта нелицемерная, чистая, искренняя вера притягивала к нему людей не меньше, чем его доброта и благотворительность. Он твердо верил в святость и незыблемость Церкви и её канонов.

## Сочинения
- Аскетика св. Василия Великого // ИР НБУВ. Ф. 304. Д. 1493.
- Речь // Могилёвские епархиальные ведомости. 1903. № 26.
- Поучения; Слова; К вопросу о постройке новых зданий для Могилёвских ДС и ДУ; Речи; Поучения; Слово // Могилёвские епархиальные ведомости. 1904. № 6, 25, 28, 30–31, 33.
- Изображение исторической судьбы Могилёвского Богоявленского братства // Могилёвские епархиальные ведомости. 1905. № 4–6, 9, 12, 23.
- Духовенство и общественная жизнь; Гефсиманская скорбь Спасителя; Слова; Поучения; Речь // Могилёвские епархиальные ведомости. 1906. № 1, 5–6, 8–11, 13–14, 17–18.
- Поучения; Слово на пассию; Речь при первом служении; О церковных песнопениях против любителей органа; Об обязанностях христианина; К предстоящим выборам в Государственную думу; Настроение современного общества // Могилёвские епархиальные ведомости. 1907. № 3, 7–8, 12, 15–19, 21.
- Слова; По поводу письма католика; Речь; Поучения // Могилёвские епархиальные ведомости. 1908. № 2, 12, 14–17, 19, 21, 23.
- Св. Церковь и верные сыны оной во главе с царем несомненно исповедуют бытие на св. Руси самодержавия // Астраханские епархиальные ведомости. 1908. № 6.
- Руководственные наставления для участвующих в церковно-богослужебном чтении. Астрахань, 1908.
- Сборник проповедей, 1907–1909 годы. Могилёв, 1909.
- Поучения // Могилёвские епархиальные ведомости. 1909. № 1, 3, 8, 14–15, 20, 23.
- Речь при освящении нового помещения Главного совета Союза русского народа; Поучение // Могилёвские епархиальные ведомости. 1910. № 5, 24.
- Послание о вреде пьянства. СПб., 1910.
- Речь // Труды первого Всероссийского съезда по борьбе с пьянством. Т. 1. СПб., 1910. С. 56–57.
- Речь в Государственной Думе; Поучение; В навечерие Рождества Христова // Церковные ведомости. Приб. 1910. № 9, 40, 51/52.
- Против роскоши в одеждах; В день св. Апостола Иоанна Богослова; К трезвенникам в день Введения во храм Пресвятыя Богородицы; В день Рождества Христова // Церковные ведомости. Приб. 1911. № 26, 40, 48, 51/52.
- Речь перед панихидой по морякам, сказанная в храме Спаса на водах; На день рождения Предтечи Господня; Речь при вступлении на Минскую кафедру // Церковные ведомости. Приб. 1912. № 23, 26, 48/49.
- О пожертвовании на нужды беженцев // Церковные ведомости. Приб. 1915. № 23.
- В неделю 3-ю по Пятидесятнице против роскоши в одежде // Церковные ведомости. Приб. 1916. № 27.
- В защиту единой духовной школы. СПб., 1911.
- Слово к трезвенникам. СПб., 1911.
- Слова; Речь // Могилёвские епархиальные ведомости. 1911. № 2, 5, 11, 13, 15, 17–19.
- Слова; Поучения; Речи // Могилёвские епархиальные ведомости. 1912. № 1, 13, 15–17, 21.
- Пивной пресс. СПб., 1912.
- Речь в Государственной думе по вопросу о запретительных приговорах по продаже крепких напитков. Могилёв, 1912.
- Речь в Государственной думе по вопросу о борьбе с пивом. Могилёв, 1912.
- Речь в Государственной думе по вопросу о нормировке отпуска вина из казённых лавок. Могилёв, 1912.
- В борьбе за трезвость. Сб. слов и речей. Мн., 1913.
- Слово; Поучения // Минские епархиальные ведомости. 1912. № 23–24.
- Минск, 1 января; О необходимости приготовления к причащению; В неделю по просвещении; На день Сретения Господня; В день трёхсотлетия царствования Дома Романовых; В Вербное воскресение; На память св. Кирилла Туровского; В день прославления сщмч. Ермогена; Речь при освящении знамени 120 пехотного Серпуховского полка; На день Преображения Господня; В день празднования иконы Богоматери, именуемой Минской; В день свт. Димитрия Ростовского; В неделю 18-ю по пятидесятнице; В день поминовения императора Александра III о задачах братства; В общине «Красного Креста» // Минские епархиальные ведомости. 1913. № 1, 3–5, 8–10, 15–17, 19–22.
- На Рождество Христово; В Юбилейном доме; На Новый год; Окружное послание к Минской пастве; Лекция о положении русских в Галицкой и Угорской Руси в связи с историей этого края; В Неделю Православия; В неделю 2-ю по Пятидесятнице; Речь пред панихидой накануне закладки в г. Борисове памятника Отечественной войны; Напутственное слово сестрам милосердия; Речи на освящении лазаретов; В день Рождества Богородицы; В неделю 18-ю о благотворительности; Речь при освящении Минского Привокзального храма // Минские епархиальные ведомости. 1914. № 1–5, 12, 15–16, 18–21.
- На Новый Год; В неделю сыропустную; Речь при открытии лазарета; Речь при освящении знамён для минских дружинников; В неделю 2-ю по Пятидесятнице; В день рождения государыни императрицы Александры Феодоровны; В неделю 6-ю по Пятидесятнице; В годовщину войны; В день Тезоименитства великого князя Николая Николаевича; Духовенству Минской епархии; Слово при погребении жертв военной авиации // Минские епархиальные ведомости. 1915. № 1, 3, 5, 10–11, 13, 15, 17–19.
- На Рождество Христово; На Новый Год; В неделю 3-ю по Пятидесятнице // Минские епархиальные ведомости. 1916. № 10.
- Речь при вступлении на Астраханскую кафедру; Слово пред молебном по случаю 10-летия служения генерал-лейтенанта Ив. Н. Соколовского в должности астраханского губернатора; Поучение за первым служением в кафедральном соборе; Речь при освящении епархиального лазарета; Поучение в неделю 26-ю и 27-ю // Астраханские епархиальные ведомости. 1916. № 23–25, 28/29, 32–34.
- Речь в «День свободы»; Окружное послание // Астраханские епархиальные ведомости. 1917. № 6, 10.
- При освящении лазарета // Духовная беседа. 1917. № 1.
- Речь // Государственная дума. 1906–1917. Стенографические отчеты. Т. 2. М., 1995. С. 199–202.
- «Ныне радуюсь в страданиях моих за вас». Проповеди, слова, поучения. М., 2016. В 3 т.